# SAP NetWeaver
SAP NetWeaver — тиражируемое связующее программное решение компании SAP, которое стало технической основой для всех приложений SAP Business Suite. SAP NetWeaver позиционируется для потребителя как сервисно-ориентированная интеграционная платформа. SAP NetWeaver предоставляет возможность развёртывания и исполнения различных приложений SAP. Кроме того, платформа может быть использована в качестве технологической базы для интеграции и внедрения сторонних систем и приложений. SAP NetWeaver построен на основе открытых спецификаций и отраслевых стандартов де факто и может быть расширен путём использования технологий .NET и Java EE.
Платформа SAP NetWeaver реализует стратегию единой интегрированной системы, объединяющей в себе технологии и программные средства, производитель называет такой подход «applistructure» (applications + infrastructure).

## История
В январе 2003 SAP анонсировала первый выход NetWeaver, названной NetWeaver 2004, и выпустила продукт 31 марта 2004 года. NetWeaver 7.0, также известный как NetWeaver 2004s, был выпущен 24 октября 2005 года.

## Состав
Центральным продуктом платформы NetWeaver является SAP Web Application Server (иногда обозначается как «WebAS»), все приложения, входящие в состав пакета бизнес-решений mySAP, например SRM, CRM, SCM, PLM, ERP, исполняются в рамках SAP WebAS.

### Продукты
Ключевыми продуктами, составляющими SAP NetWeaver, являются:
- SAP NetWeaver Application Server (WebAS, сервер приложений);
- SAP NetWeaver Process Integration (SAP PI, среда интеграции приложений);
- SAP NetWeaver Portal (SAP EP, портал организации);
- SAP NetWeaver Master Data Management (SAP MDM, управление основными данными);
- SAP NetWeaver Mobile
- SAP NetWeaver Business Intelligence (SAP BI, ранее - SAP BW, платформа Business Intelligence);
- SAP NetWeaver Business Process Management (управление бизнес-процессами)
- BI Accelerator
- Enterprise Search

## Инструменты разработчика
- ABAP Workbench (SE80);
- SAP NetWeaver Developer Studio (NWDS) на основе среды разработки Eclipse;
- SAP NetWeaver Development Infrastructure (NWDI);
- Visual Composer;
- Web Dynpro;
- SAP Enterprise Portal Content Studio;
- SAP Composite Application Framework — среда разработки и исполнения композитных приложений.